# Travåret 2018
Följande är travsportsevenemangen under året 2018 i hela världen.

## Händelser

### Januari
- 6 januari – Stefan Melander meddelar att Nuncio avslutat tävlingskarriären och ska bli avelshingst på heltid.[1]
- 28 januari – Readly Express, körd av Björn Goop, vinner Prix d'Amérique.[2]

### Februari
- 11 februari – Belina Josselyn vinner Prix de France.[3]
- 23 februari – Hästgalan äger rum. Readly Express vinner priset "Årets Häst" 2017.[4]
- 25 februari – Bird Parker vinner Prix de Paris.[5]

### Mars
- 11 mars – Bold Eagle vinner Grand Critérium de Vitesse.[6]

### April
- 21 april – Bold Eagle vinner Prix de l'Atlantique för andra året i rad.[7]
- 28 april – Ringostarr Treb vinner Olympiatravet i sin årsdebut.[8]

### Maj
- 1 maj – Urlo dei Venti vinner Gran Premio Lotteria.[9]
- 5 maj – Pastore Bob vinner Finlandialoppet.[10]
- 13 maj – Cyber Lane vinner Copenhagen Cup.[11]
- 26 maj – Arazi Boko vinner Sweden Cup.[12]
- 27 maj – Elitloppet 2018 går av stapeln. Ringostarr Treb, körd av Wilhelm Paal, vinner finalen på tangerat löpningsrekord.[13]

### Juni
- 9 juni – Readly Express vinner Jämtlands Stora Pris.[14]
- 16 juni – Propulsion vinner Norrbottens Stora Pris för tredje året i rad.[15]
- 24 juni – Bold Eagle vinner Prix René Ballière för tredje året i rad.[16]

### Juli
- 14 juli – Propulsion vinner Årjängs Stora Sprinterlopp.[17]
- 31 juli – Propulsion vinner Hugo Åbergs Memorial för tredje året i rad.[18]

### Augusti
- 4 augusti – Atlanta, körd av Scott Zeron, vinner Hambletonian Stakes.[19]
- 11 augusti – Propulsion vinner Åby Stora Pris på nya världsrekordet 1.13,2 över 3140 meter.[20]
- 25 augusti – Milligan's School vinner Sundsvall Open Trot.[21]

### September
- 2 september – Who's Who, körd av Örjan Kihlström, vinner Svenskt Travderby på nytt svenskt rekord för fyraåringar med segertiden 1.12,0 över 2140 meter.[22]
- 16 september – Propulsion vinner UET Trotting Masters-finalen.[23]
- 30 september – Inti Boko, körd av Johnny Takter, vinner Svenskt Trav-Kriterium.[24]

### Oktober
- 1 oktober – Adrian Kolgjini startar egen tränarrörelse. Han tog över flera hästar som tidigare stod i hans far Lutfi Kolgjinis träning, bland annat stallets stjärnhästar Dante Boko, Platon Face och Rajesh Face.[25]
- 6 oktober – On Track Piraten tar sin 28:e seger inom rikstoton, och gick därmed om Callit som den häst som tagit flest antal rikstotosegrar i Sverige.[26]
- 12 oktober – Villiam vinner Europaderbyt Grand Prix l'UET.[27]
- 13 oktober – Readly Express vinner Svenskt Mästerskap.[28]
- 13 oktober – Cash Crowe vinner Sto-SM.[29]
- 13 oktober – Cruzado Dela Noche, körd av Brian Sears, vinner VM-loppet International Trot.[30]
- 22 oktober – Adrian Kolgjini tar sin första tränarseger.[31]
- 27 oktober – Propulsion vinner C.L. Müllers Memorial i vad som var hans sjätte raka seger.[32]

## Avlidna
- 17 december – Coktail Jet, fransk travhäst och avelshingst (28 år).[33]